# Alt-Friedrichsfelde
Die Straße Alt-Friedrichsfelde ist ein Teilstück der auf gemeinsamer Trasse geführten Bundesstraßen B 1 und B 5 im Bezirk Lichtenberg. Sie verläuft in West-Ost-Richtung und liegt bis auf vier Hausnummern vollständig im Ortsteil Berlin-Friedrichsfelde. An der Straße und in ihrer Umgebung befinden sich sowohl Zeugnisse aus der Erstbebauungszeit im 18. und 19. Jahrhundert als auch ganze Quartiere aus den 1970er und 1990er Jahren wie die Wohnbauten um den Rosenfelder Ring oder das Gensinger Viertel. Die Straße Alt-Friedrichsfelde bildet mit den umgebenden Flächen den nördlichsten Bereich von Friedrichsfelde.

## Lage

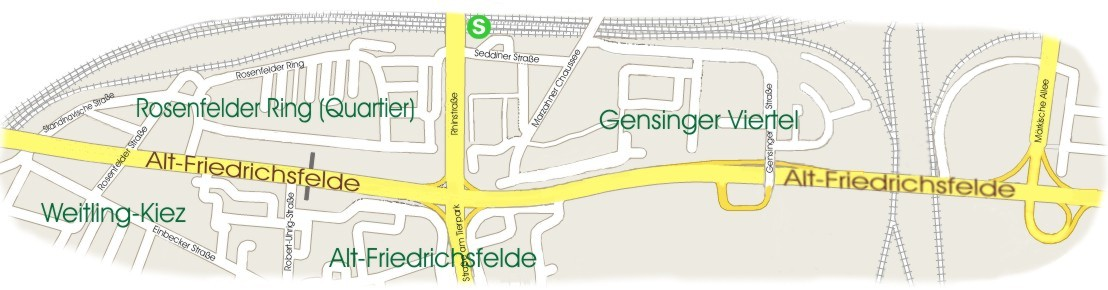
Die Skizze zeigt die Straße Alt-Friedrichsfelde mit den anliegenden Wohngebieten.

Die Straße verläuft südlich der Ostbahn mit den S-Bahn-Linien S5, S7 und S75. Sie beginnt im Westen an der Rosenfelder Straße an der Grenze zum Ortsteil Rummelsburg als Verlängerung der Frankfurter Allee. Dort beginnt (Hausnummer 1) und endet (Hausnummer 127) auch die Nummerierung der Häuser. Im Südwesten schließt sich der Weitlingkiez und im Süden der alte Dorfkern von Friedrichsfelde an. Nördlich der Straße befinden sich die beiden Wohnquartiere Rosenfelder Ring und Gensinger Viertel, die durch die Rhinstraße getrennt sind. Alt-Friedrichsfelde wird in ihrem Verlauf vom Straßenzug Am Tierpark/Rhinstraße gekreuzt und nur fünf Straßen münden auf sie. Der östliche Endpunkt der Straße trägt die Hausnummer 62a und beherbergt eine Gewerbeeinheit. Hier, an der Einmündung der Märkischen Allee hinter den Bahnbrücken des Berliner Außenrings geht die Straße Alt-Friedrichsfelde in die Straße Alt-Biesdorf über. Der äußerste Nordosten der Straße mit den Hausnummern 63 und 64 gehört zum Bezirk Marzahn-Hellersdorf, Ortsteil Marzahn. Dieser nordwärts führende Ast bildet die Zufahrt zum Betriebshof der Dr.-Herrmann-Gruppe und zu einer Zustellbasis von DHL.

## Geschichte der Straße
Die Straße Alt-Friedrichsfelde ist ein Teilstück der im Jahr 1708 durch Veranlassung des Markgrafen Albrecht Friedrich von Brandenburg-Schwedt angelegten Fernhandels- und Heerstraße zwischen dem Berliner Zentrum und den östlich gelegenen Handelsstädten. Da ihr dortiger Zielpunkt die Stadt Frankfurt an der Oder ist, erhielt sie den Namen Frankfurter Chaussee. Im Siebenjährigen Krieg rückten russische Truppen über diese Straße nach Berlin vor und bezogen für neun Tage im Ort Friedrichsfelde bei Privatleuten ihre Quartiere. Im gesamten Umkreis „nahmen die Kosaken alles fort, selbst die Leinen und Griffe der Kirchenglocken … “ und sicherlich noch vieles mehr. Auch Truppenteile von Napoleons Armee unter Feldmarschall Davoust schlugen östlich von Berlin ihr Lager auf. Sie besetzten unter anderem das Schloss Friedrichsfelde und richteten im Dorf großen Schaden an. Auf dem Mühlenberg, nahe am heutigen Bahnhof Friedrichsfelde Ost soll auch eine große Heerschau abgehalten worden sein. – So diente die Frankfurter Chaussee bereits mehrfach als militärisches Aufmarschgebiet. Zu Beginn des 19. Jahrhunderts bestimmte eine Kabinetts-Order die Namensänderung in Frankfurter Allee. In den letzten Jahrzehnten des 19. Jahrhunderts entwickelte sich das Dorf Friedrichsfelde beiderseits der Straße besonders stark, es entstanden lange Häuserzeilen und ausgedehnte Wohnanlagen. Die 1920 erfolgte Eingemeindung größerer Dörfer des damaligen Umlandes zu Berlin führte zu einer abschnittsweisen Aufteilung des Straßennamens. Auf einem Berlin-Plan von 1926 erscheint das beschriebene Straßenstück unter dem Namen Berliner Straße. Der seit 1992 wieder gültige Name Alt-Friedrichsfelde wurde ihr am 26. Juli 1927 erstmals verliehen.
Weil zum Ende des Zweiten Weltkriegs die Rote Armee von Osten kommend nach Berlin vordrang, errichtete sie gleich nach Kriegsende über diese Straße ein Siegestor (die genaue Lage ist aus dem im Buch 725 Jahre Lichtenberg abgedruckten Foto nicht zuordenbar). Das Tor überspannte die Fahrspuren, trug sowohl im Bogen als auch auf dem Auflieger kyrillische Inschriften und wurde von einem aus Sandstein gestalteten Siegesorden bekrönt, der auf einem rechteckigen Postament mit der Jahreszahl 1945 ruhte.
Im Jahr 1975 gab die Ost-Berliner Stadtverwaltung dem hier dargestellten Straßenabschnitt den Namen Straße der Befreiung, womit am 30. Jahrestag der Befreiung, dem 8. Mai 1945, an den Einzug der Truppen der Roten Armee und damit an die Befreiung vom Nationalsozialismus erinnert wurde. Nach der Wende, im Jahr 1992 erhielt die Straße ihren historischen Namen Alt-Friedrichsfelde zurück.

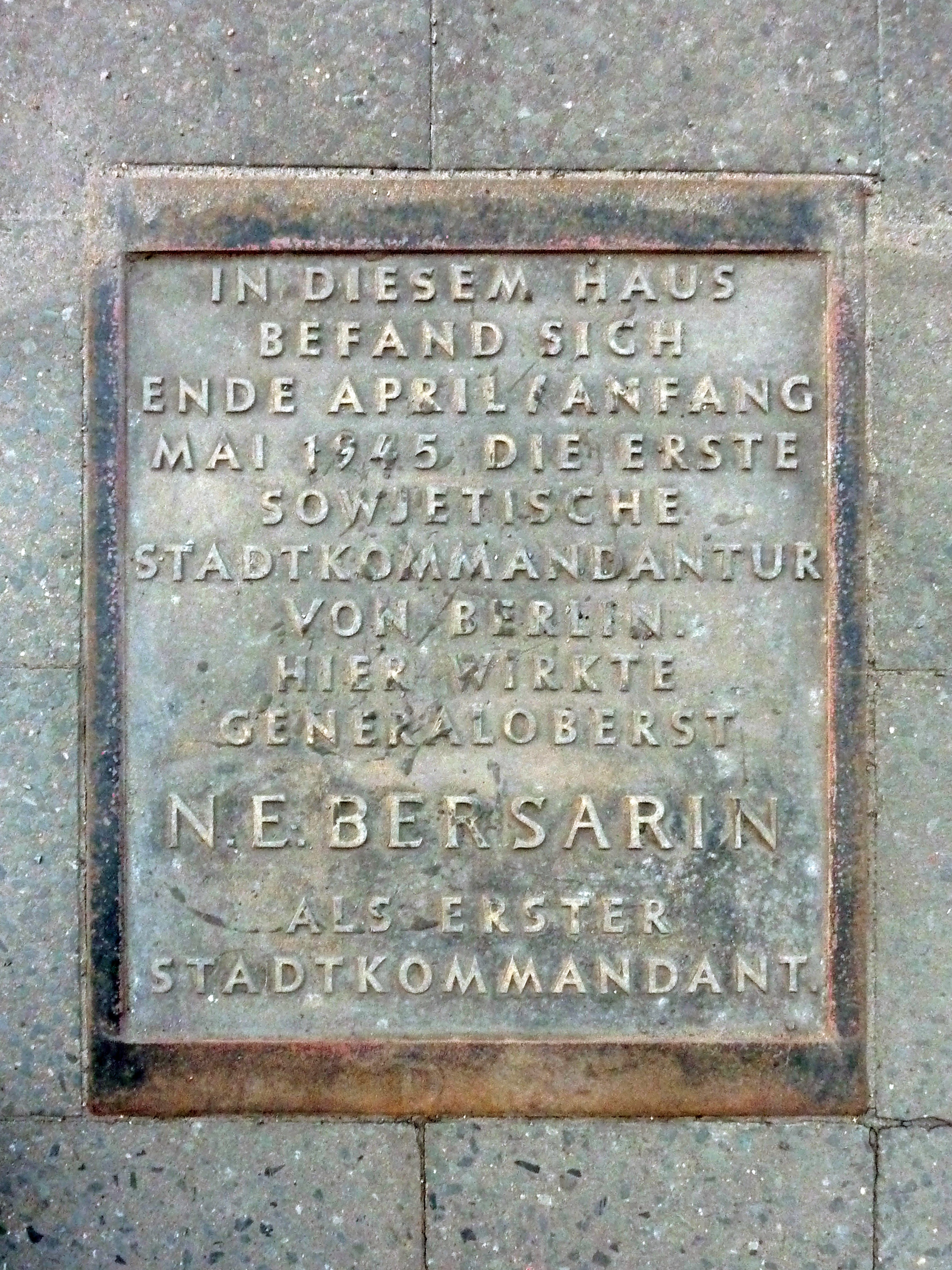
Gedenktafel für Nikolai E. Bersarin

In dem Wohnhaus Alt-Friedrichsfelde 1 befand sich von Ende April bis Anfang Mai 1945 die erste sowjetische Stadtkommandantur, in der Generaloberst Nikolai Bersarin als neu ernannter Stadtkommandant wirkte. Daran erinnert dort seit der DDR-Zeit eine Gedenktafel. Zunächst war sie an der Hauswand eingelassen, wurde jedoch im Jahr 2005 mit Gewalt herausgebrochen. So ließ das Bezirksamt die Tafel erneuern und in den Gehweg einfügen.

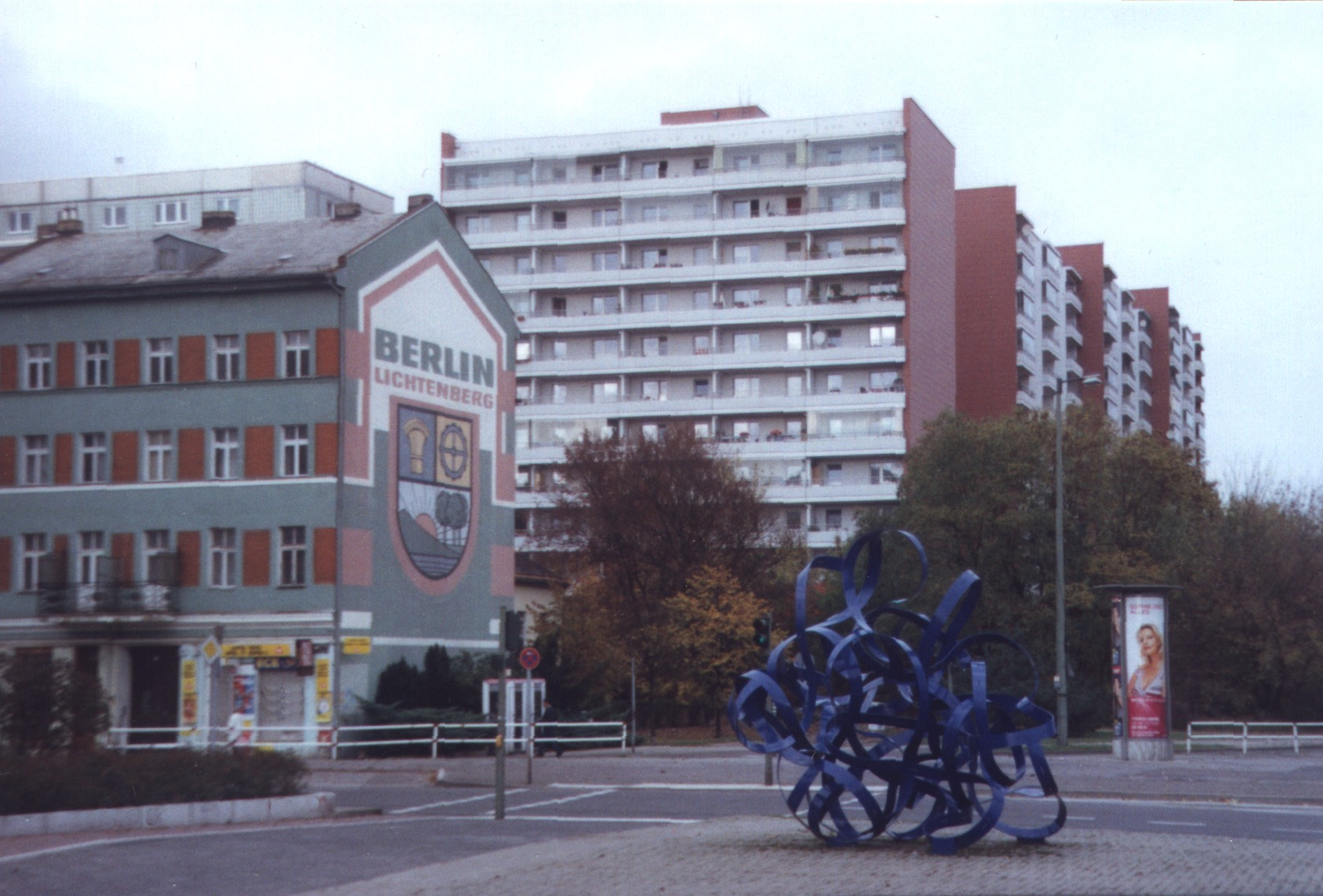
Ehemaliges Lichtenberger Wappen am Hausgiebel; wurde 2007 überputzt

Der Ost-Berliner Magistrat ließ zwischen 1979 und 1984 die noch vorhandenen Altbauten an der Straße der Befreiung rekonstruieren und modernisieren. Das erste alte Gebäude an der Ecke Rhinstraße erhielt am östlichen Giebel ein Putzrelief mit der Darstellung des damals gültigen Lichtenberger Wappens (siehe rechtes Bild – bei der Sanierung 2006/2007 wurde das Wappen überputzt.) Hinter den historischen Häusern in der zweiten Zeile und entlang der Rhinstraße entstanden neue Wohnhäuser als Plattenbauten. Die Straße wurde in der gleichen Zeit autogerecht auf sechs bis acht Fahrstreifen verbreitert. Die viel befahrene Kreuzung mit der Rhinstraße/Am Tierpark erhielt dazu 1979 einen Verkehrstunnel, der 1995–1997 saniert wurde. Für die Fußgänger entstand zur gefahrlosen Überquerung der Straße etwa in Höhe der Robert-Uhrig-Straße eine behindertengerechte Brücke (auf dem Plan zwischen den grauen Strichen angedeutet).

## Einzelne Abschnitte von Alt-Friedrichsfelde

### Südliche Straßenseite
Hausnummernbereiche 1–40

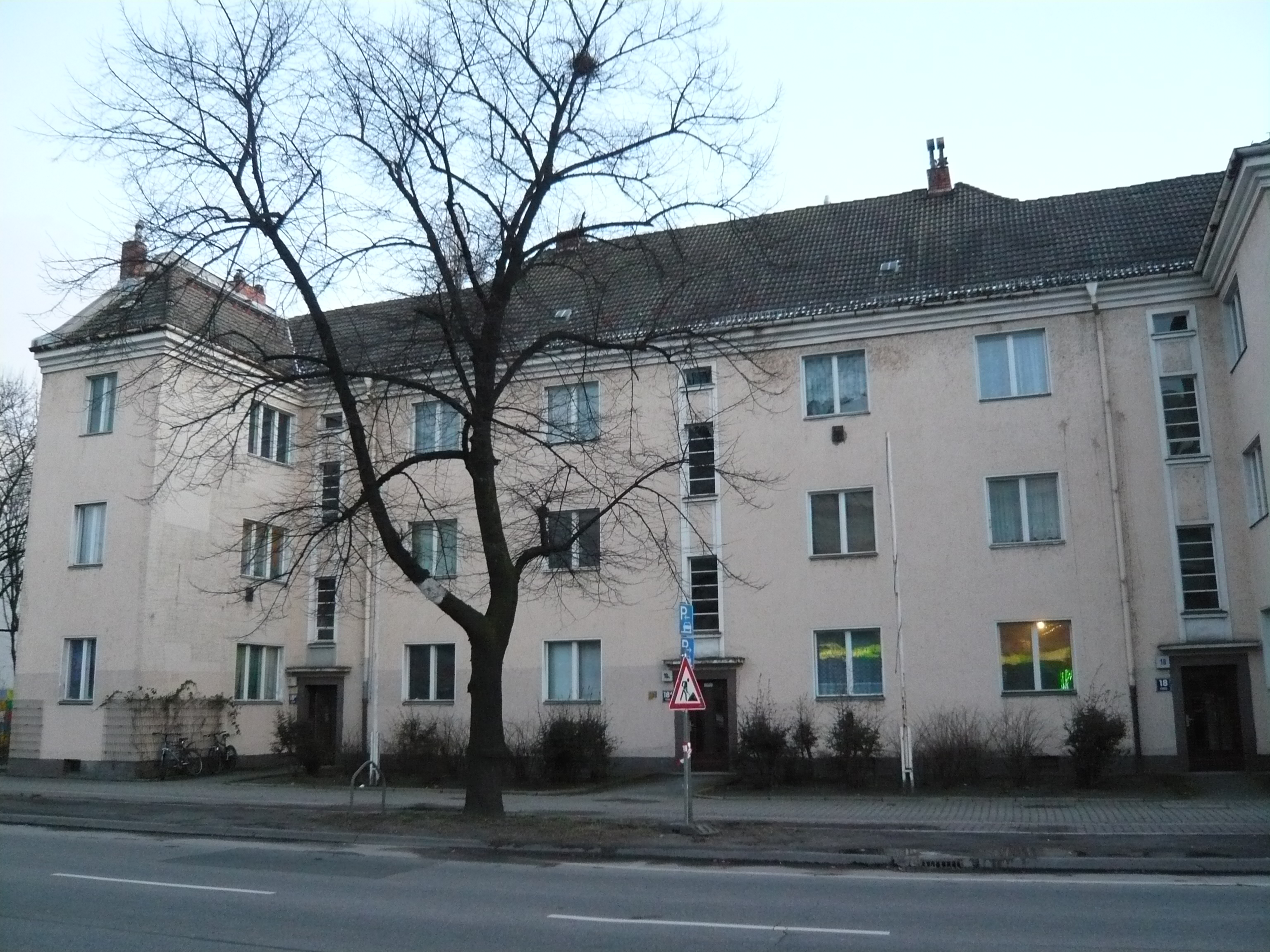
Bauensemble Alt-Friedrichsfelde Nummer 18–18b

Direkt am Straßenzug der damaligen Frankfurter Chaussee ließen sich erste Kolonisten nieder und bauten zwischen 1776 und 1783 zahlreiche Wohnhäuser. Die noch erhalten gebliebenen Kolonistenhäuser sind saniert und bilden mit weiteren Gebäuden aus dem 19. und 20. Jahrhundert eine fast geschlossene Straßenrandbebauung (Hausnummern 1–3, 9–22).

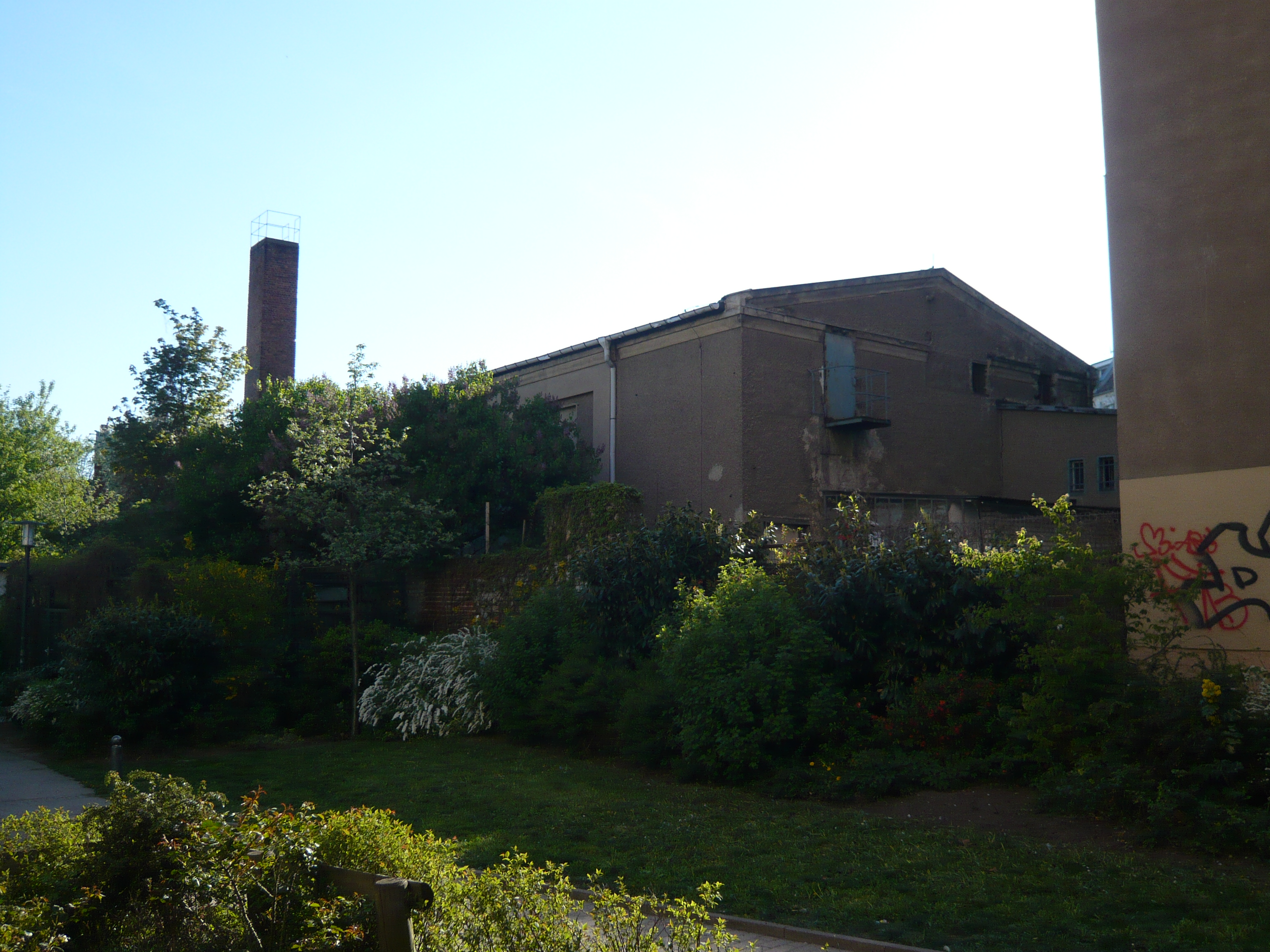
Ehemaliges Kino Volkshaus, Alt-Friedrichsfelde 3, Hof

Für die Bewohner von Friedrichsfelde gab es ab dem Beginn des 20. Jahrhunderts zwei einfache Kinogebäude, eins waren die Schlosslichtspiele (nahe dem U-Bahnhof Friedrichsfelde) und das zweite stand auf dem Hof des Wohnhauses Alt-Friedrichsfelde 3. Es wurde 1928 eröffnet und hieß zuerst nach seinem Betreiber Kino Busch und hatte 600 Sitzplätze. Von 1943 bis 1945 waren es die Corso-Lichtspiele. Als Kino Volkshaus wurde es ab 1948 bespielt. Noch 1990 erfolgte eine Modernisierung und die Zahl der Sitzplätze wurde auf 250 reduziert, doch 1992 musste der Betrieb aufgegeben werden. In den Jahren 2008/2009 wurde das Gebäude entkernt und 2017 dann abgerissen. Heute steht ein Neubau mit Wohnungen an dieser Stelle.
Hinter den denkmalgeschützten früheren Kolonistenhäusern und Wohnblöcken entstanden in den 1970er und 1980er Jahren modern ausgestattete Neubauten, die sich um die Paul-Gesche-Straße und die Robert-Uhrig-Straße bis zur Straße am Tierpark gruppieren. Kaufhalle, Kindergarten und einige Dienstleistungseinrichtungen vervollständigten die Angebote für die neuen Bewohner. Die Altbauten enthielten zahlreiche kleine Geschäfte oder Handwerksbetriebe, die bis auf wenige ab den 1990er Jahren wirtschaftlich aufgeben mussten.
Mit dem Gebäude Nummer 22 ist ein älteres unsaniertes Haus erhalten, das auf der Fassade im zweiten Geschoss eine verwitterte Darstellung eines Malers mit Pinsel und Palette zeigt.

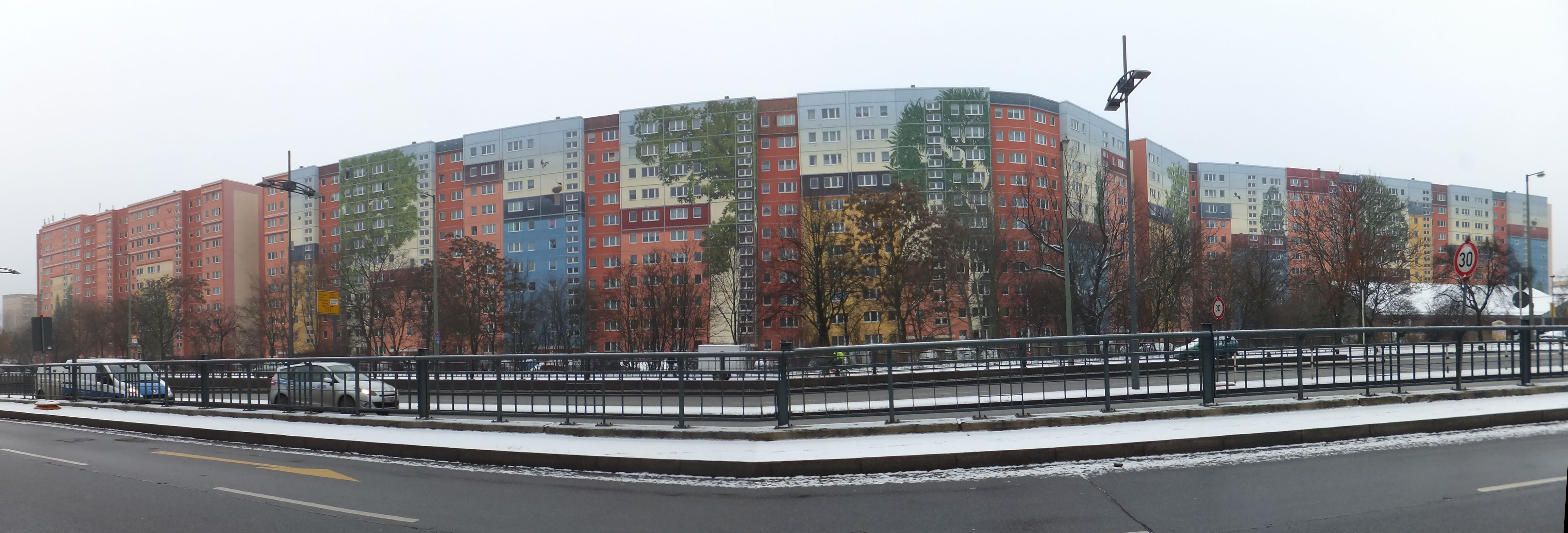
Ansicht des noch unfertigen Wandbildes im Winter 2012/2013

Die bei der Wohnbebauung der Kreuzung mit der Straße Am Tierpark angelegte innere Zufahrtsstraße erhielt die Hausnummernbereiche Alt-Friedrichsfelde 23–40. Der gesamte Gebäudekomplex zieht sich auch ein Stück Am Tierpark entlang und bildet eine zusammenhängende Wohnschlange von etwa 450 Metern Länge. Besitzerin ist die Wohnungsgenossenschaft Solidarität. Diese suchte bei der Sanierung zu Beginn des 21. Jahrhunderts nach einer ansehnlichen Gestaltung und vergab deshalb an die Künstlergruppe Cité Création, Berliner Filiale DekorativeCity, den Auftrag für den Entwurf und die Ausführung eines großflächigen Wandbildes. Gemeinsam mit den rund 1500 Mietparteien in den entsprechenden Häusern entwickelte man ein naturnahes dreiteiliges Fassadenbild. Teil 1 wurde Friedrichsfelder Tor genannt und im Jahr 2011 fertiggestellt. Teil 2 war die Friedrichsfelder Bilderstadt, 2012 vollendet, und Teil 3 bekam die Bezeichnung Baumhäuser und wird am 22. August 2013 offiziell eingeweiht. Die drei Teile des Wandbildes umfassen eine Fläche von etwa 22.000 Quadratmetern und stellen Motive aus der Tier- und Pflanzenwelt in warmen Farbtönen dar. Zur Zeit der Fertigstellung war es das weltweit größte Fassadenbild und sollte Eingang in das Guinnessbuch der Rekorde finden.

### Zwischen der Straße Am Tierpark und der Brücke zur Auffahrt Märkische Allee
Hausnummernbereiche 41–61

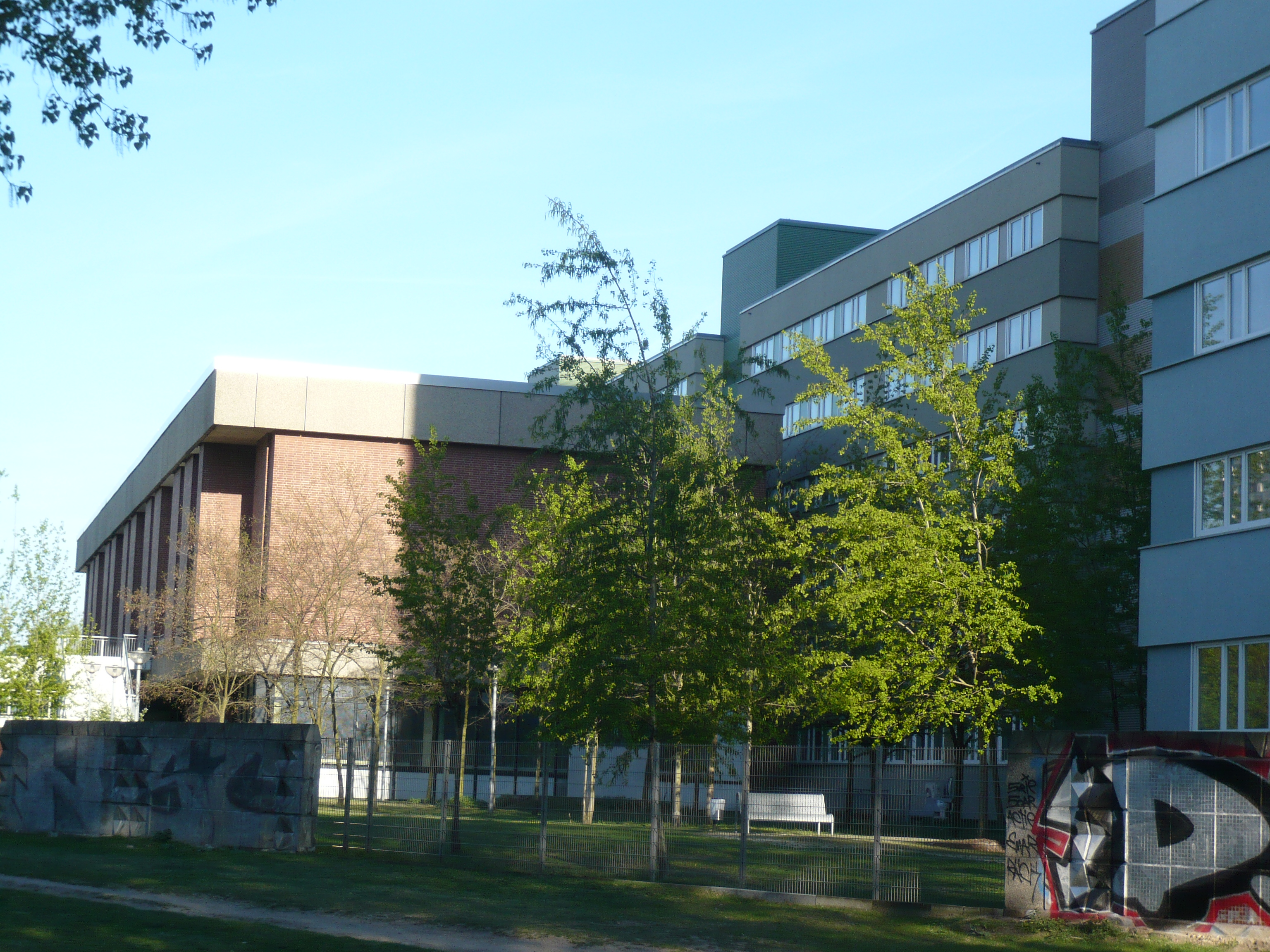
Nummer 60: Ehemaliger Sitz der Staatssicherheit für Ost-Berlin

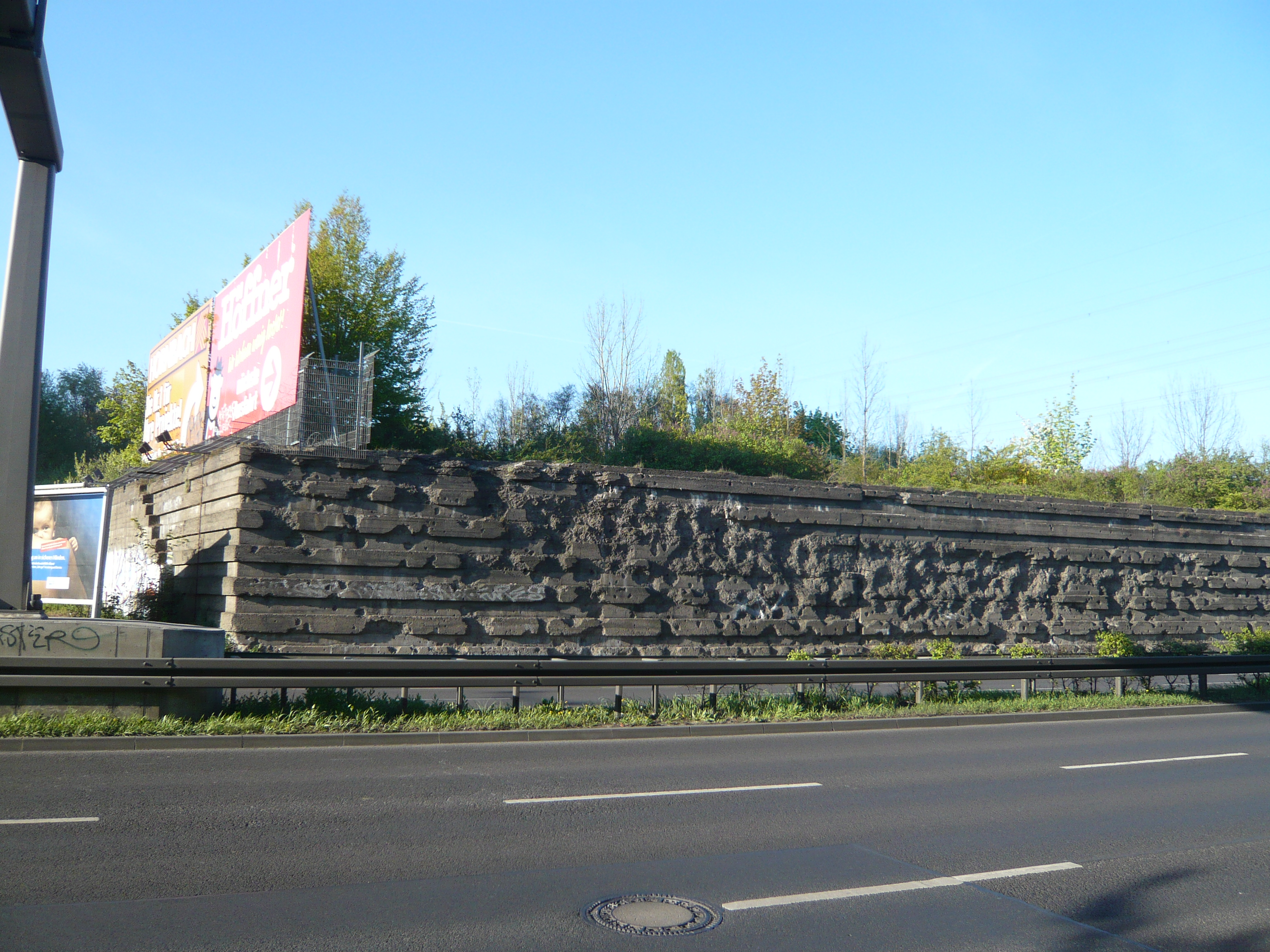
Brückenwiderlager

In den 1960er Jahren reichten noch Felder und Wiesen an die Straße Alt-Friedrichsfelde heran mit Ausnahme der unmittelbaren Einmündung der Schloßstraße (heutige Straße Am Tierpark). Diese Flächen wurden für eine eventuelle Erweiterung des Tierparks nach Norden frei gehalten.
Von 1978 bis 1986 entstand für die Bezirksverwaltung Berlin des Ministeriums für Staatssicherheit (MfS) sowie fünf der elf Kreisdienststellen für die Stadtbezirke Ost-Berlins auf zwei Kilometer Länge ein Komplex aus 16 Gebäuden entlang der Straße der Befreiung, der mit einer Mauer umgeben und bewacht war. Zugänge lagen in der Alfred-Kowalke-Straße und der Werner-Lamberz-Straße (seit 1992 Gensinger Straße). Nach der Auflösung des MfS richtete das Bezirksamt Lichtenberg ab 1992 daraus ein Bildungs- und Verwaltungszentrum her, in dem nach und nach verschiedene Bereiche einzogen wie eine Kraftfahrzeug-Meldestelle (zeitweilig), das Amt für Statistik Berlin-Brandenburg, das Stadtplanungsamt Schule Sport Soziales, das Sozialamt Lichtenberg, die Senatsverwaltung für Gesundheit und Soziales mit einem Sanitätsmittellager, die Senatsverwaltung für Finanzen mit dem Personalüberhangmanagement. Im Jahr 2005 erfolgten Fassadenrenovierungen in dem nun Behördenzentrum genannten Komplex. Hier befand sich bis zum Jahr 2006 auch das Berliner Institut für Schule und Medien. Nach dessen Zusammenlegung mit dem Bundesland Brandenburg und der Gründung des Landesinstitut für Schule und Medien Berlin-Brandenburg (LISUM) hat dies jetzt seinen Sitz in Ludwigsfelde-Struveshof.
Im Jahr 2009 zog das Finanzamt Lichtenberg aus einem in den 1990er Jahren errichteten Neubau in der Josef-Orlopp-Straße in Lichtenberg ebenfalls in den Gebäudekomplex Alt-Friedrichsfelde, blieb dort aber nur bis Ende Mai 2013. Die Fachhochschule für Verwaltung und Rechtspflege Berlin erhielt auf dem dahinter liegenden Gelände einen Neubau. Diese Bildungseinrichtung fusionierte im April 2009 mit der Fachhochschule für Wirtschaft zur Hochschule für Wirtschaft und Recht Berlin und belegt einen Teil des Gebäudekomplexes.
Östlich der Unterführung der Gensinger Straße befinden sich auf beiden Straßenseiten Reste der Brückenwiderlager, die 1941 für die Einfahrgruppe des geplanten Rangierbahnhofs Wuhlheide vorgesehen waren.

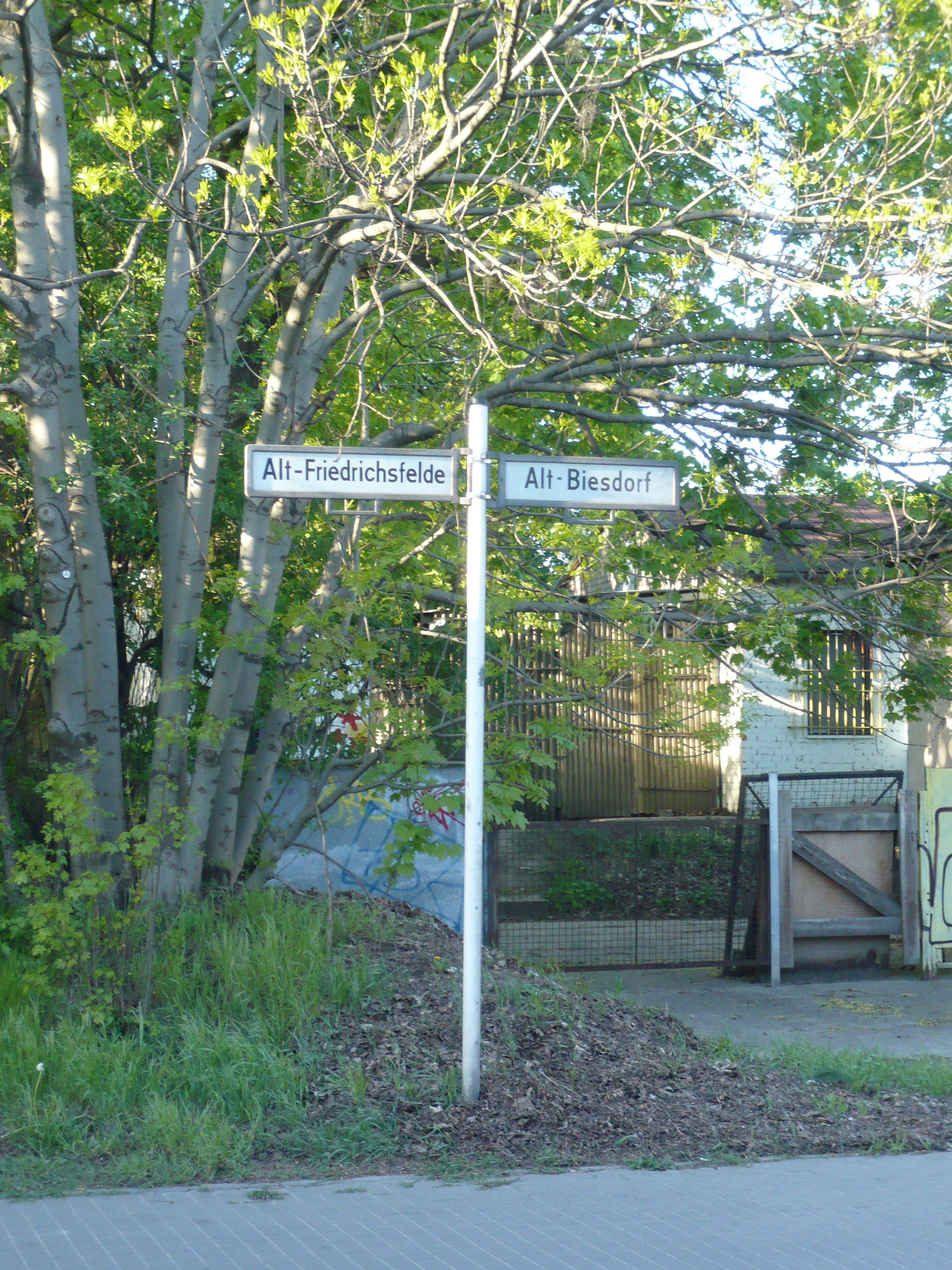
Namenswechsel der Straße

### Nördliche Straßenseite von Alt-Biesdorf über das Gensinger Viertel bis Rhinstraße
Hausnummerbereiche 70–86

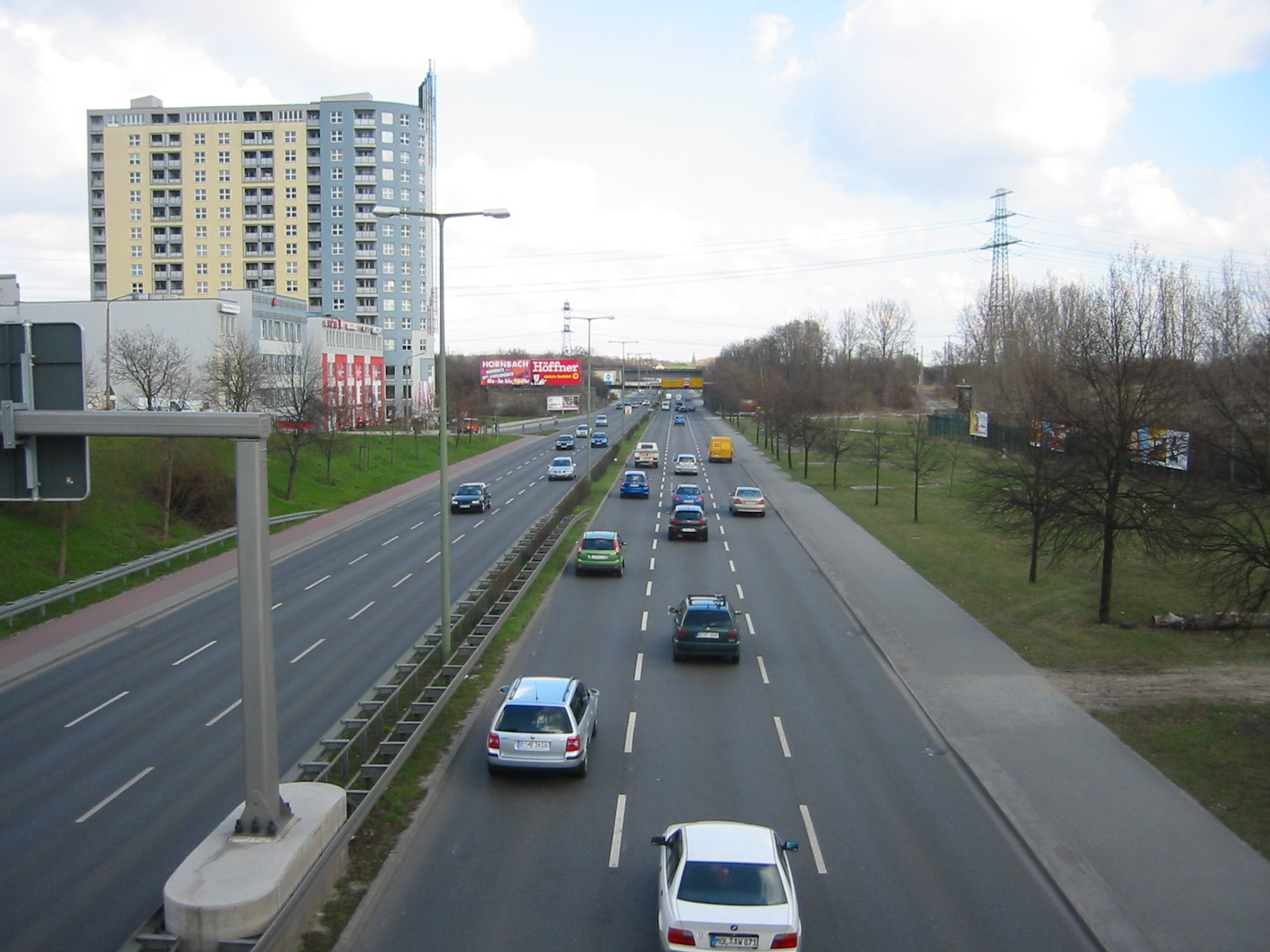
Blick stadtauswärts,
Hochhaus an der linken Seite: Gensinger Straße

Ein Gebiet mit etwa 21.000 m² wurde zwischen 1990 und 1998 zu Wohnzwecken vollkommen neu erschlossen. Das Büro Gutzeit Beyer Architektur GmbH entwarf und baute für eine Investorengruppe Wohnblöcke und Häuserzeilen mit einem viertelkreisförmigen gestaffelten nordöstlichen Abschluss und Wohnungen für rund 5000 Menschen. Als Zentrum des Gensinger Viertels, das seinen Namen nach der durch dieses Gebiet führenden Straße (die es als Straße bereits seit 1937 gibt) erhielt, dient ein kleiner Platz mit dominanten Hochhäusern und Einkaufs- und Dienstleistungseinrichtungen an seinem östlichen Ende. Einige bereits in den 1980er Jahren errichtete Wohnbauten und das Gebäude einer DDR-typischen Clubgaststätte (Kalinka) wurden in das Viertel integriert. Der frühere Dienstleistungswürfel neben dem Gaststättengebäude ist ebenfalls noch erhalten und wurde teilweise von dem Jugendclub Alt-Friedrichsfelde 70 genutzt. Von 2010 bis 2011 entstand mit Fördergeldern aus dem Programm Stadtumbau Ost eine neue Kinder- und Jugendeinrichtung in unmittelbarer Nachbarschaft (Adresse: Gensinger Straße 56 a). Sie erhielt bei ihrer offiziellen Eröffnung am 7. September 2001 den Namen Haus der zwei Türen. Das Bezirksamt trat als Bauherr auf und übergab die Freizeiteinrichtung nun sowohl an den Humanistischen Verband Deutschlands zur ständigen Betreuung von 125 Kindern als auch an den Sozialistischen Jugendverband Deutschlands – Die Falken, der Freizeitmöglichkeiten für Jugendliche organisiert. Der Bau kostete 1,2 Millionen Euro.

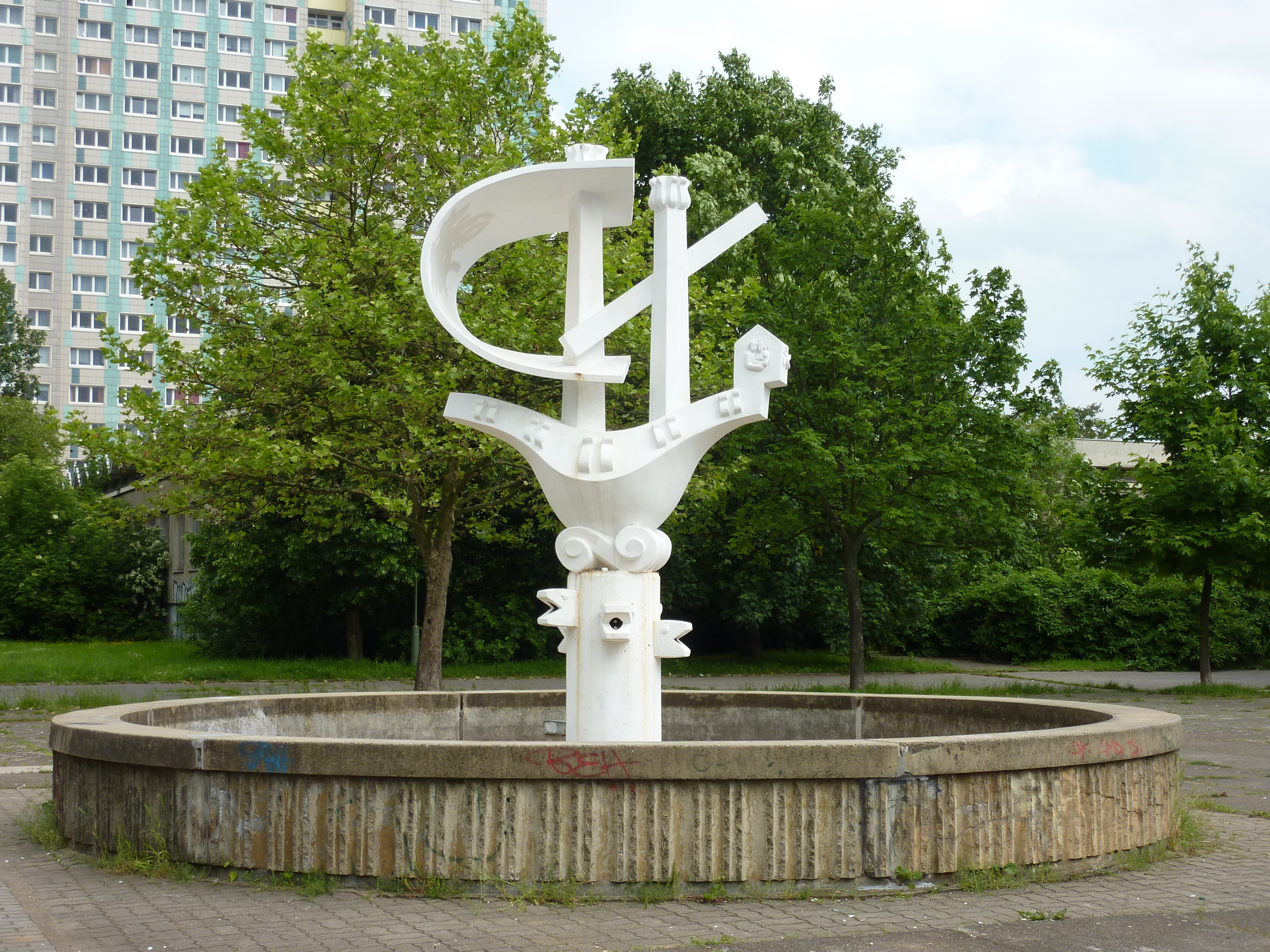
Kogge-Brunnen von Nikolaus Bode, 2013 abgebaut, Brunnenfigur wieder verwendet

Nachdem sowohl die Gaststätte Kalinka als auch die nebenstehenden Einkaufsmöglichkeiten aus DDR-Zeiten (Gesellschaftliches Zentrum, Adresse Alt-Friedrichsfelde 70/71) in den späten 1990er Jahren vollständig aufgegeben worden waren, suchte das Bezirksamt Lichtenberg lange Jahre Investoren für die Fläche. Der dort seit 1982 vorhandene Kogge-Brunnen soll jedoch erhalten bleiben und in ein Neubaugebiet integriert werden.

Im Jahr 2014 unterschrieb die Projektentwicklungsgesellschaft Hanseatische Immobilien Treuhand einen Kaufvertrag für die gesamte Baufläche und hat nach dem vollständigen Abriss der früheren Bauten, der oberirdisch im Februar 2015 begonnen wurde, auf der Fläche eine Siedlung mit dem Namen Kalinka mit 74 Einfamilienhäusern errichtet. Die Wohngebäude (Townhouses) stehen locker entlang zweier neu geschaffener Straßen (An der Hansekogge und Im Achterkastell). Etwa mittig wurde nach Norden zu eine kleine Grünanlage angelegt, in welcher die Kogge-Skulptur des Brunnens auf ihrer Brunnensäule wieder aufgestellt wurde. Ein Wasseranschluss ist nicht mehr vorhanden. Das historische Segelschiff dient auch als Namensgeber der beiden Erschließungsstraßen.
Die größere Fläche zwischen der Straßenkreuzung Alt-Friedrichsfelde/Rhinstraße und den nördlich begrenzenden Bahnanlagen wird von der Kleingartenanlage Mühlenberg (35.000 m²) und dem nebenliegenden Alten Friedhof Friedrichsfelde (rund 40.000 m²) eingenommen. Der zwischen den ehemaligen Dörfern Friedrichsfelde und Marzahn (an der Marzahner Chaussee) befindliche Gemeindefriedhof wurde um 1780 angelegt und steht komplett unter Denkmalschutz. Die Begräbnisstätte beherbergt eine Kapelle, Erbbegräbnisse und einige wertvolle Wandgrabmale, zum Beispiel von dem 1915 im Ersten Weltkrieg gefallenen Gardefüsilier Albert Neumann mit einer lebensgroßen Sandsteinfigur einer Trauernden.
Das direkt an der Straßenkreuzung Alt-Friedrichsfelde/Rhinstraße befindliche Doppelwohnhaus erhielt den Namen Am Mühlenberg an seiner Fassade und erinnert damit an den früheren Straßennamen der Rhinstraße. Gleichzeitig dient es als Eingangsbereich für die Kleingartenanlage.

### Rhinstraße bis Skandinavische Straße:Rosenfelder-Ring-Quartier
Hausnummernbereiche 87–127

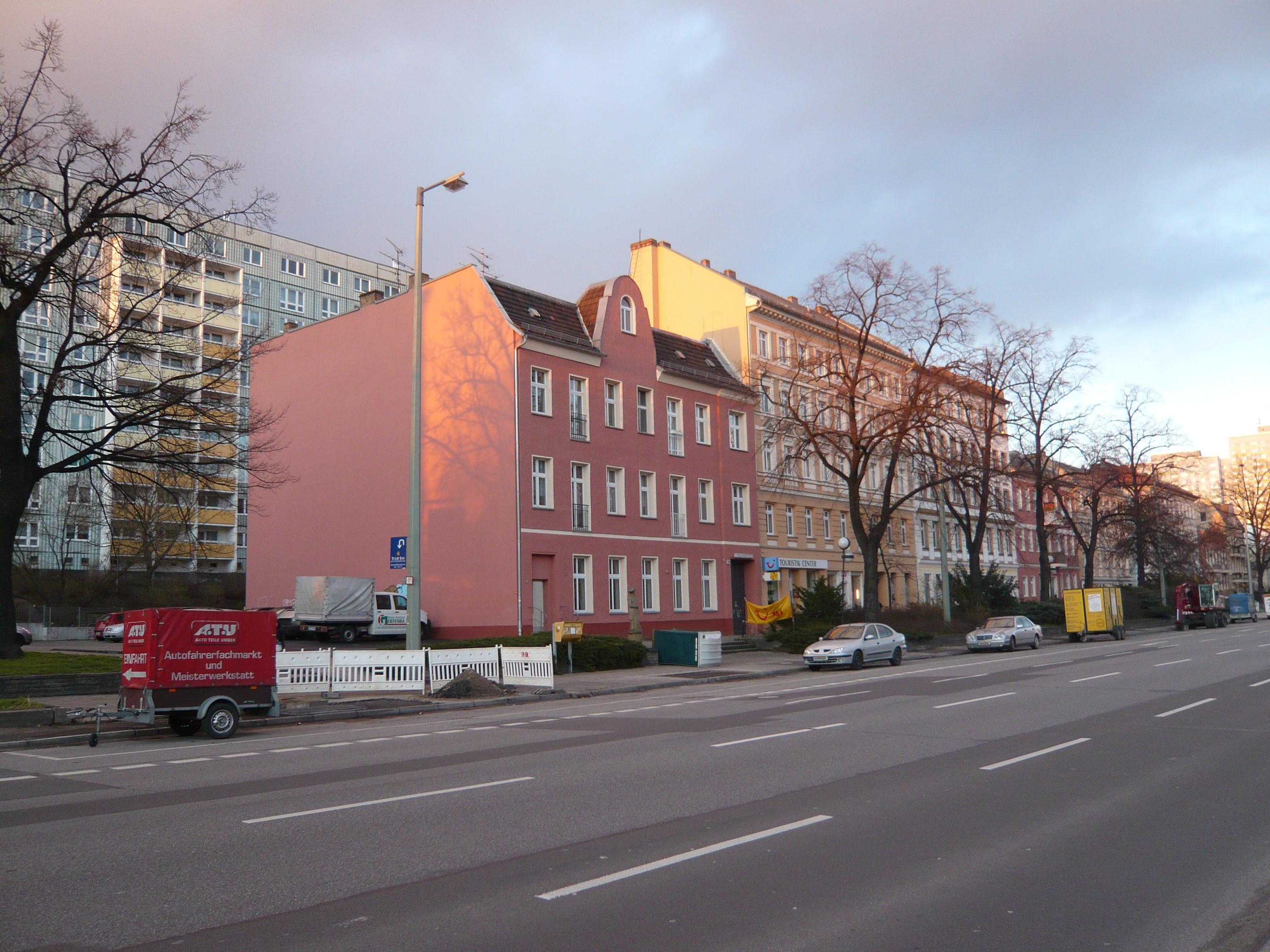
Restaurierte Wohnhäuser

Hier erstreckte sich hinter der städtischen Straßenrandbebauung bis zu den nördlichen und westlichen Bahngleisen in den 1920er Jahren eine kleine Wohnsiedlung (Kleinwohnungsbauten) mit regelmäßig angelegten Straßen mit den Namen Seddiner Straße, Karlsburgstraße, Henriettenstraße, Almatheastraße (West-Ost) bzw. Löwenberger Straße, Friesacker Straße, Wustrauer Straße, Dominikanerstraße, Rhinstraße (Nord-Süd). Als der Neubau der Lichtenberger Brücke beschlossen und dafür die Straßenführung Alt-Friedrichsfelde begradigt wurde, senkten die Bauleute die Skandinavische Straße auf das Niveau der südlich der Frankfurter Allee liegenden Bebauung ab und stellten eine Verbindung zur Weitlingstraße her. Damit war eine neue Zufahrt für die Kleinwohnsiedlung entstanden, die nun abgerissen und in den 1960er Jahren durch Neubauten ersetzt wurde. Dieser östlich von der Rosenfelder Straße ringförmig bebaute Bereich erhielt den einheitlichen Namen Rosenfelder Ring. Die etwa 3000 Wohneinheiten in den bis zu elfgeschossigen Plattenbauten bekamen mit Schulen, Kindergärten, Kaufhalle und einer Poliklinik eine eigene Infrastruktur. Die vormals vorhandenen Plätze wie Achillesplatz oder Vierradener Platz wurden in das Straßenbegleitgrün bzw. die Hofbereiche einbezogen und verschwanden aus den Stadtplänen. In den späten 1990er Jahren erfolgte eine Grundsanierung fast aller Gebäude, die hinterlüftete Fassadendämmung, neue Eingangsbereiche, moderne Heizanlagen, neue Fenster und Hauseingangstüren umfasste.

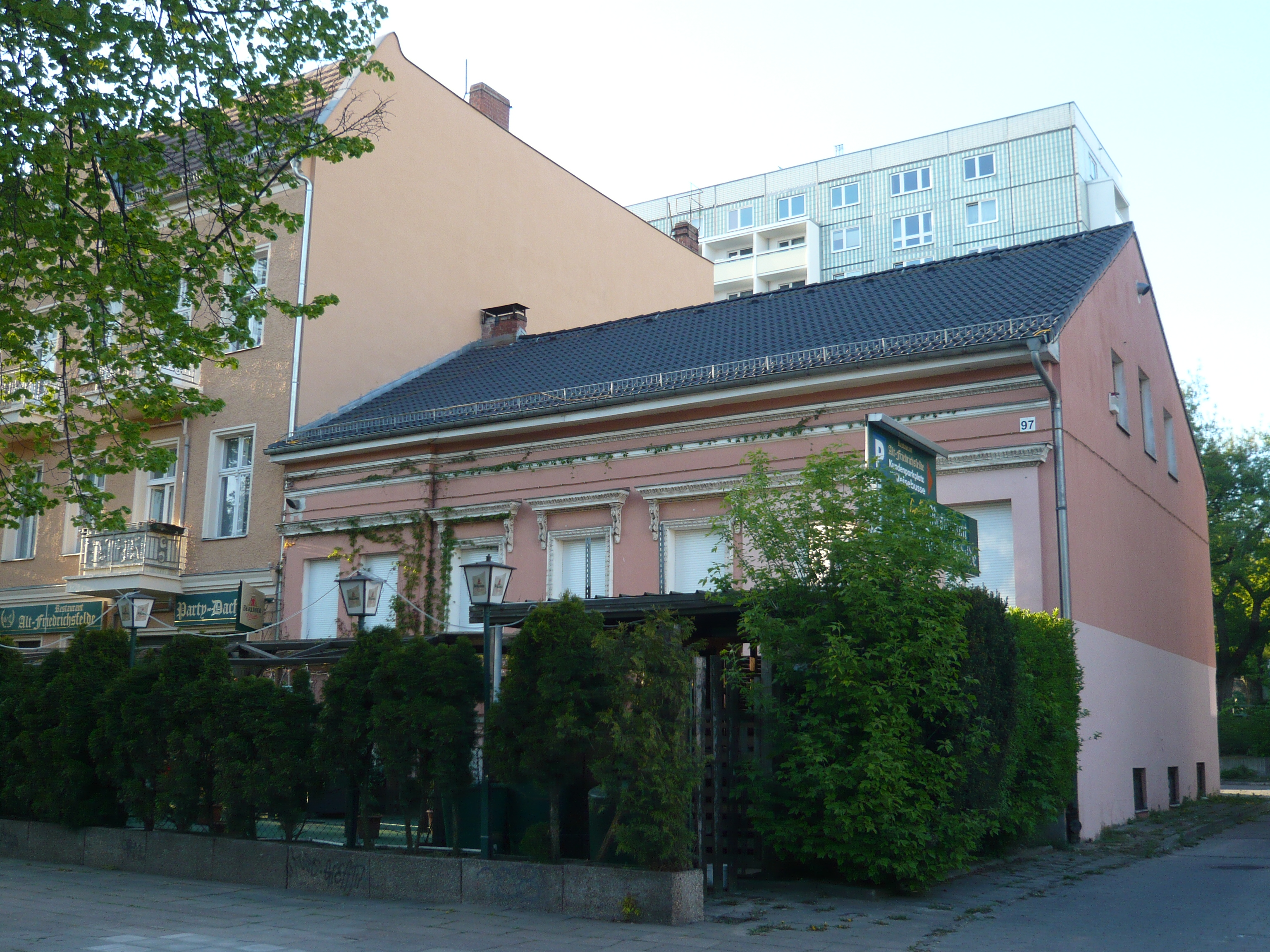
Kiezrestaurant Alt-Friedrichsfelde

Die alten Mietshäuser entlang des Straßenzuges Alt-Friedrichsfelde konnten ebenfalls erneuert werden und enthalten im Erdgeschossbereich noch einige Handwerksbetriebe bzw. Kleingastronomie. Erwähnenswert ist hier das Restaurant Alt-Friedrichsfelde (Hausnummer 98) in einem historischen Gebäude, dessen Clubraum (Hausnummer 97) als Versammlungsraum des Ortsvereins der IG Bau dient. In Höhe der Fußgängerbrücke befand sich in den 1990er Jahren das Brauerei-Fangeschäft Hauptstadtgruss. Die letzte erhaltene Villa (Hausnummer 115) wird von einer Rechtsanwaltskanzlei genutzt, ehemals auch durch das Vermessungsamt Lichtenberg (jetzt in der Hausnummer 60 im BVZ).
Das Gensinger Viertel und das Rosenfelder-Ring-Quartier sind im Jahr 2008 in das Projekt Stadtumbau Ost aufgenommen worden, weil mittlerweile Kaufeinrichtungen, Schulen und Einzelhandelsgeschäfte leer stehen oder dringend sanierungsbedürftig sind. Sie sind auch nicht der geänderten Altersstruktur der Bewohner angepasst.

## Kunst in der Straße Alt-Friedrichsfelde

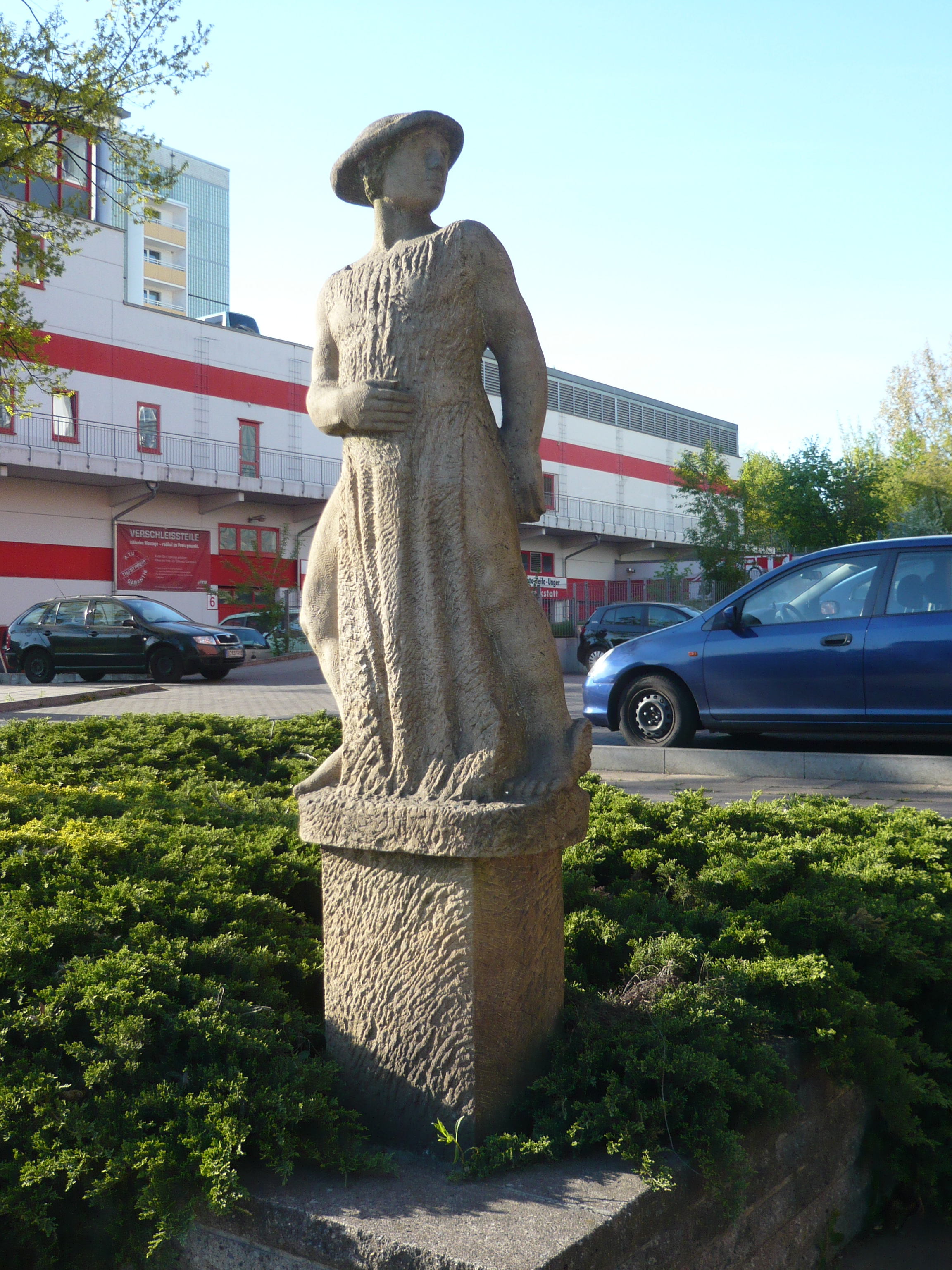
Hermes-Statue

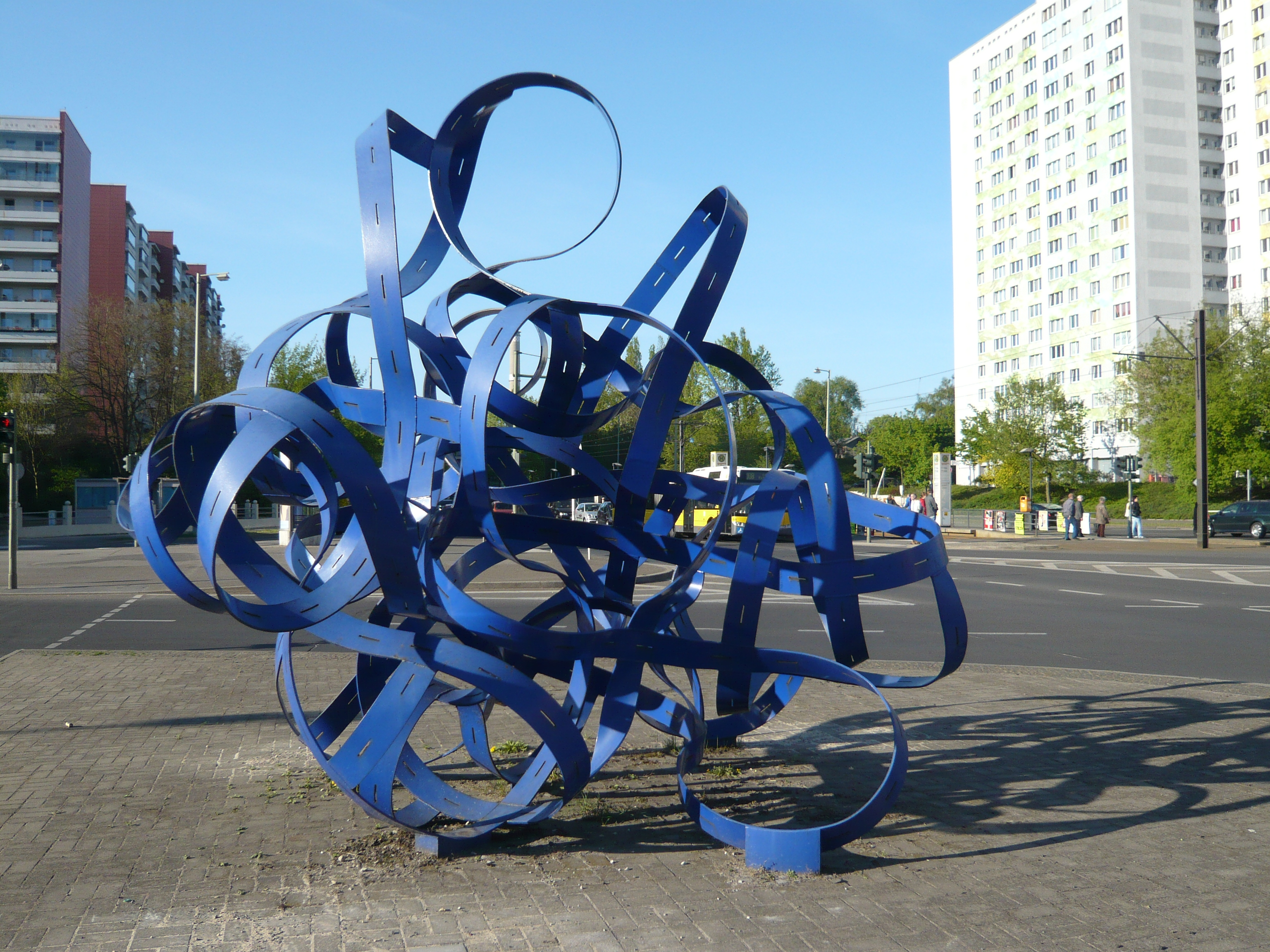
Stahlskulptur handelundwandel über dem Tunnel

- Alt-Friedrichsfelde 23: Tränkebrunnen, Sandsteinarbeit von Günter Thüre, 1984[26]
- Alt-Friedrichsfelde 69/71: Koggebrunnen, Betonarbeit von Nikolaus Bode, 1982[27][28]
- Alt-Friedrichsfelde 106: Hermes, Sandsteinstatue von Marguerite Blume-Cárdenas, 1982[29]

Auf einer Verkehrsinsel der Kreuzung Am Tierpark/Alt-Friedrichsfelde/Rhinstraße befindet sich seit 2001 die Plastik handelundwandel, ein großes Knäuel aus blauen Stahlbändern von Erika Klagge (* 1953).

## Verkehr

### Öffentlicher Nahverkehr

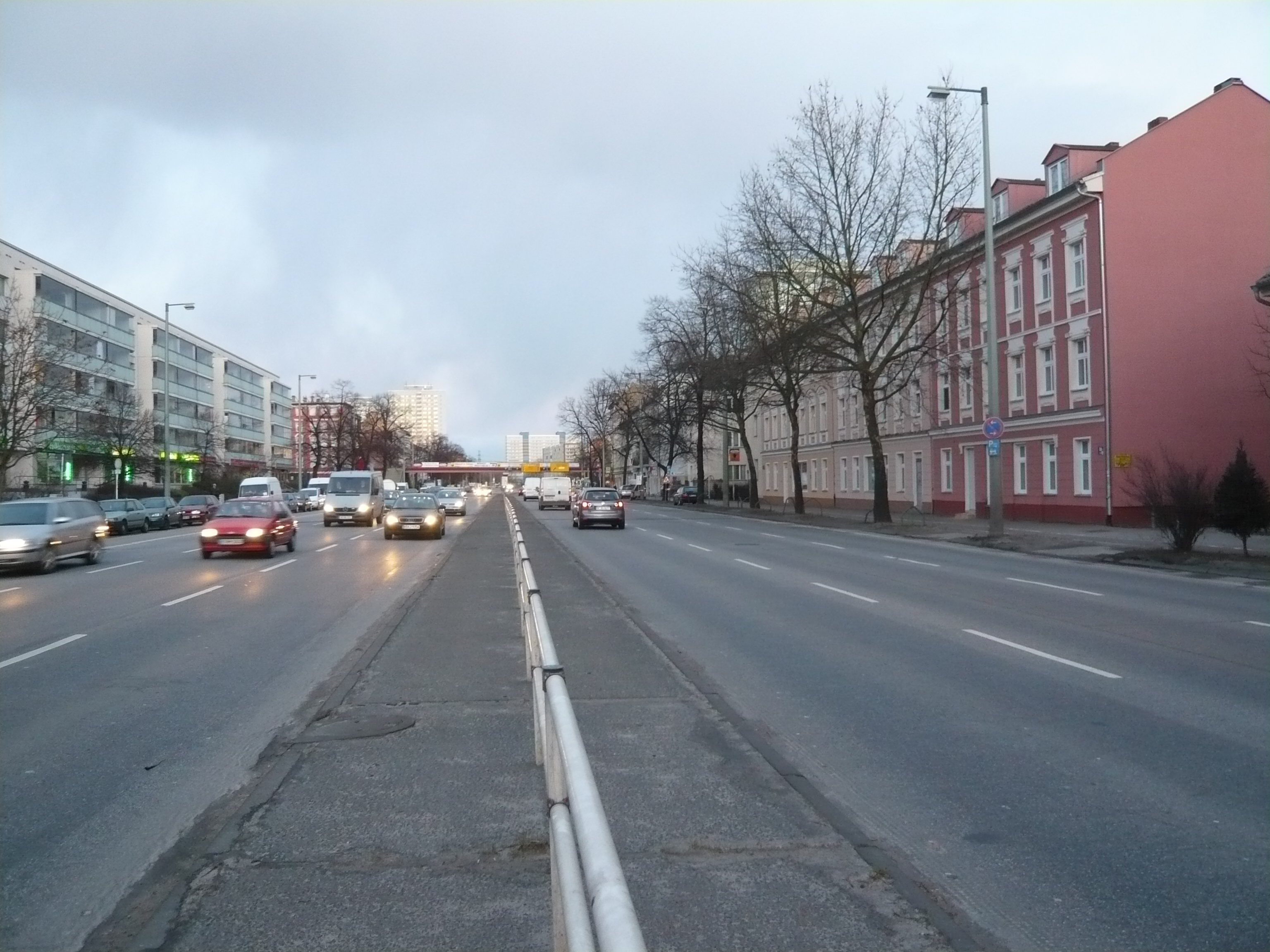
Autogerechte Straße

Zu Beginn des 20. Jahrhunderts, als die Straßenbahnen den Personentransport in Berlin mehr und mehr übernahmen, wurde durch die Frankfurter Allee und die Straße Alt-Friedrichsfelde die Linie 69 geführt, die an der Schloßstraße (seit 1961: Am Tierpark) in Richtung Karlshorst abbog. Hinzu kam die Omnibuslinie 37 (1956–1973 als Obus-Linie betrieben), danach als Omnibuslinie 54, die vom Bahnhof Berlin-Lichtenberg aus ostwärts durch Alt-Friedrichsfelde fuhr. Auch die Omnibuslinie 8 verkehrte auf einem Teilabschnitt der Straße. Mit dem Neubau der Lichtenberger Brücke und dem Ausbau zu einer Autoschnellstraße verschwand 1975 die Straßenbahn aus der Straße.
Alt-Friedrichsfelde wird von den Buslinien 108 (auf ganzer Länge), 192 und 194 (östlich der Rhinstraße) bedient (Stand: 2023). Die Straßenbahnen der Linien M17, 27 und 37 queren die Straße und stellen eine Anbindung an die S-Bahnhöfe Friedrichsfelde Ost und Karlshorst sowie den U-Bahnhof Tierpark her.

### Radverkehr
Mit einer Fertigstellung bis Sommer 2019 wurde auf der Südseite der Straße Alt-Friedrichsfelde, vor der Radwegauffahrt an der Gensinger Straße, der Bau eines 30 Meter langen geschützten Radwegs geplant. Erst im Juni 2020 konnte ein Teilstück fertiggestellt werden.

## Persönlichkeiten und Ereignisse in der Straße

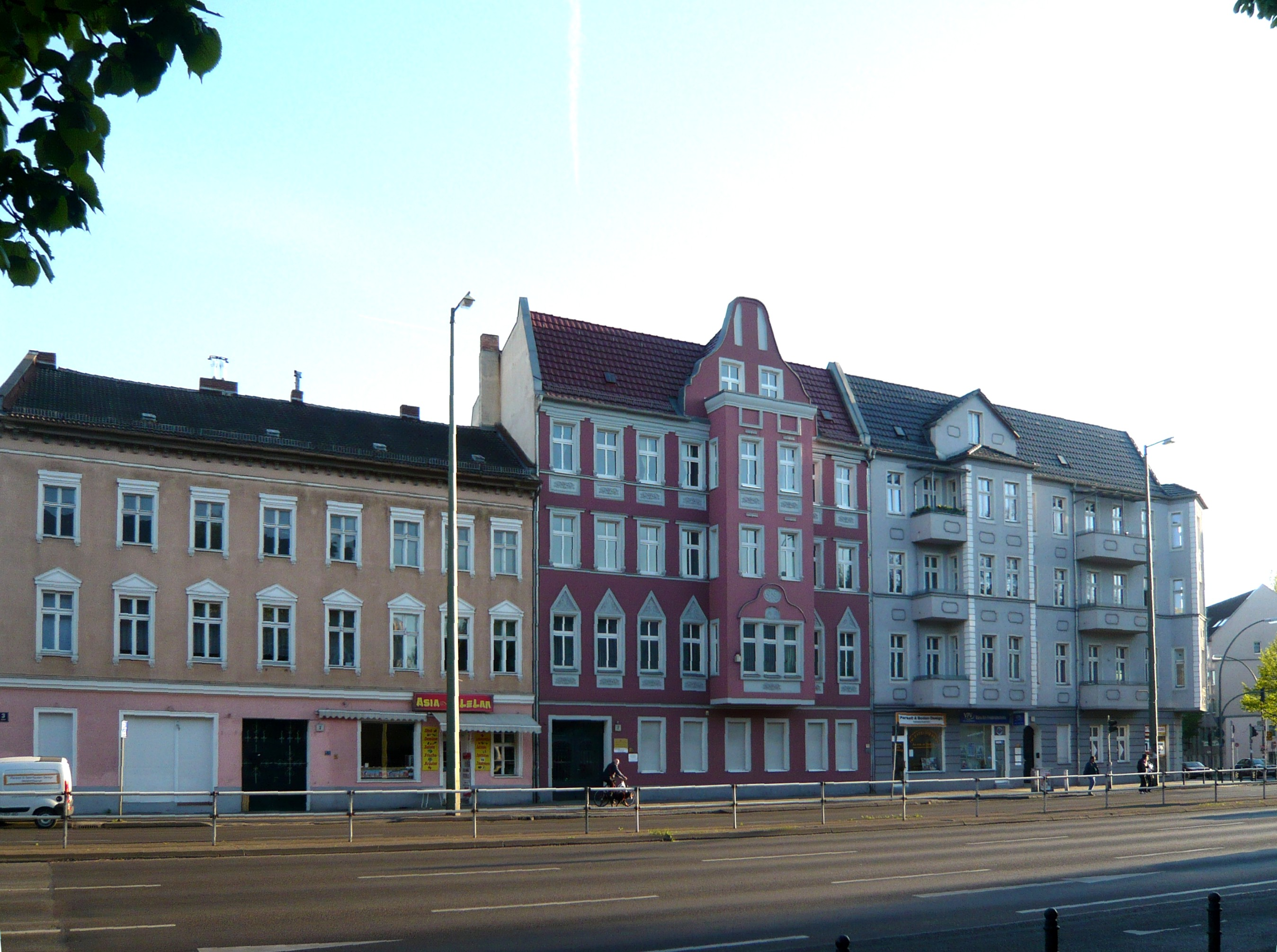
Hausnummern 1–3

Im Mai 1945 zog der sowjetische Stadtkommandant Generaloberst Nikolai Bersarin mit seinem Stab von Karlshorst in die Wohnhäuser Alt-Friedrichsfelde 1 bis 3.
Als die Friedensfahrt, die Drei-Länder-Radfernfahrt in den 1950er bis 1980er Jahren, Berlin als Etappenort vorsah, verlief die Streckenführung häufig durch diese Straße.
Andere Personen wie der erste Kosmonaut Juri Gagarin oder die indische Ministerpräsidentin Indira Gandhi wurden ebenfalls hier entlang der Protokollstrecke in das Berliner Stadtzentrum oder zum Gästehaus der DDR-Regierung im Schloss Niederschönhausen gefahren.